# Campeonato de Futebol Feminino Sub-19 da OFC de 2023
O Campeonato de Futebol Feminino Sub-19 da OFC de 2023 foi a décima edição do torneio organizado pela Confederação de Futebol da Oceania (OFC), sendo restrito a jogadoras com idade máxima de 19 anos. Foi realizado no Fiji entre 21 de junho e 8 de julho.
Assim como as edições anteriores, o torneio funcionou como as eliminatórias da OFC para a Copa do Mundo de Futebol Feminino Sub-20. As duas melhores equipes do torneio se classificaram para a Copa do Mundo de Futebol Feminino Sub-20 de 2024 na Colômbia como representantes da OFC.
A Nova Zelândia defendia o título, tendo vencido as sete últimas edições do torneio. Na final, a Nova Zelândia conquistou seu oitavo título consecutivo ao golear o Fiji por 7 a 0.

## Participantes
Todas as 11 seleções da OFC filiadas à FIFA estavam aptas a disputar a competição. Com exceção da Samoa Americana, as seguintes equipes disputaram o torneio.
| País             | Participações | Melhor campanha anterior                            |
| ---------------- | ------------- | --------------------------------------------------- |
| Fiji             | 5ª            | Vice-campeão (2017)                                 |
| Ilhas Cook       | 4ª            | Vice-campeão (2010)                                 |
| Ilhas Salomão    | 4ª            | Terceiro lugar (2004)                               |
| Nova Caledônia   | 6ª            | Vice-campeão (2019)                                 |
| Nova Zelândia    | 9ª            | Campeão (2006, 2010, 2012, 2014, 2015, 2017 e 2019) |
| Papua-Nova Guiné | 7ª            | Vice-campeão (2004, 2012 e 2014)                    |
| Samoa            | 7ª            | Vice-campeão (2015)                                 |
| Taiti            | 2ª            | Terceiro lugar (2019)                               |
| Tonga            | 8ª            | Vice-campeão (2006)                                 |
| Vanuatu          | 5ª            | Terceiro lugar (2015)                               |

## Fase de grupos
Os dois primeiros colocados de cada grupo e os dois melhores terceiros colocados avançam para as quartas de final.
Todas as partidas seguem o fuso horário local (UTC+12).

### Melhores terceiros colocados
As melhores duas seleções terceiro colocadas nos grupos também avançaram para as quartas de final.
| Pos. | Seleção          | P | J | V | E | D | GP | GC | SG  | Grupo |
| ---- | ---------------- | - | - | - | - | - | -- | -- | --- | ----- |
| 1    | Taiti            | 1 | 2 | 0 | 1 | 1 | 0  | 1  | –1  | C     |
| 2    | Vanuatu          | 0 | 2 | 0 | 0 | 2 | 3  | 7  | –4  | A     |
| 3    | Papua-Nova Guiné | 0 | 2 | 0 | 0 | 2 | 0  | 13 | –13 | B     |

## Fase final
O sorteio da fase eliminatória ocorreu em 28 de junho de 2023, após o final da fase de grupos.

### Esquema
|  | Quartas de final   | Quartas de final  |                   |            | Semifinais     | Semifinais     |  |  | Final             | Final |
|  |                    |                   |                   |            |                |                |  |  |                   |       |
|  | 1º de julho – Suva |                   |                   |            |                |                |  |  |                   |       |
|  |                    |                   |                   |            |                |                |  |  |                   |       |
|  | Samoa (pen)        | 1 (4)             |                   |            |                |                |  |  |                   |       |
|  | Samoa (pen)        | 1 (4)             | 5 de julho – Suva |            |                |                |  |  |                   |       |
|  | Taiti              | 1 (3)             |                   |            |                |                |  |  |                   |       |
|  | Taiti              | 1 (3)             | Samoa             | 1          |                |                |  |  |                   |       |
|  | 1º de julho – Suva |                   | Samoa             | 1          |                |                |  |  |                   |       |
|  |                    | Fiji              | 3                 |            |                |                |  |  |                   |       |
|  | Nova Caledônia     | Fiji              | 3                 | 0          |                |                |  |  |                   |       |
|  | Nova Caledônia     |                   | 8 de julho – Suva | 0          |                |                |  |  |                   |       |
|  | Fiji               | 1                 |                   |            |                |                |  |  |                   |       |
|  | Fiji               | 1                 | Fiji              | 0          |                |                |  |  |                   |       |
|  | 2 de julho – Suva  |                   | Fiji              | 0          |                |                |  |  |                   |       |
|  |                    | Nova Zelândia     | 7                 |            |                |                |  |  |                   |       |
|  | Nova Zelândia      | Nova Zelândia     | 7                 | 19         |                |                |  |  |                   |       |
|  | Nova Zelândia      | 5 de julho – Suva |                   | 19         |                |                |  |  |                   |       |
|  | Ilhas Salomão      | 0                 |                   |            |                |                |  |  |                   |       |
|  | Ilhas Salomão      | 0                 | Nova Zelândia     | 5          | Terceiro lugar | Terceiro lugar |  |  |                   |       |
|  | 2 de julho – Suva  |                   | Nova Zelândia     | 5          | Terceiro lugar | Terceiro lugar |  |  |                   |       |
|  |                    | Ilhas Cook        | 0                 |            |                |                |  |  |                   |       |
|  | Ilhas Cook         | Ilhas Cook        | 0                 | 2          | Samoa          | 2              |  |  |                   |       |
|  | Ilhas Cook         |                   |                   | 2          | Samoa          | 2              |  |  |                   |       |
|  | Vanuatu            | 1                 |                   | Ilhas Cook | 1              |                |  |  |                   |       |
|  | Vanuatu            | 1                 |                   |            | 1              |                |  |  |                   |       |
|  |                    |                   |                   |            |                |                |  |  | 8 de julho – Suva |       |
|  |                    |                   |                   |            |                |                |  |  |                   |       |

## Equipes classificadas para a Copa do Mundo de Futebol Feminino Sub-20
As cinco melhores da competição se classificaram e representarão a UEFA na Copa do Mundo de Futebol Feminino Sub-20 de 2024, na Colômbia.
| Seleção       | Data de qualificação | Aparições anteriores na Copa do Mundo FIFA de Futebol Feminino Sub-20 |
| ------------- | -------------------- | --------------------------------------------------------------------- |
| Nova Zelândia | 8 de julho de 2023   | 8 (2006, 2008, 2010, 2012, 2014, 2016, 2018 e 2022)                   |
| Fiji          | 4 de outubro de 2023 | Estreante                                                             |